# Carl Hopprich
Carl Hopprich (7 marzo 1996) è un calciatore seychellese, centrocampista dell'Hertha Zehlendorf e della Nazionale seychellese.

## Carriera

### Club
Nella stagione 2015-2016 ha esordito con l'Hertha 03 Zehlendorf, militante nella quinta serie del calcio tedesco.

### Nazionale
Ha esordito in Nazionale il 2 giugno 2016.